# メチルプレドニゾロン
メチルプレドニゾロン (methylprednisolone) はステロイド・糖質コルチコイド系薬剤の1つである。電解質コルチコイド作用をほぼ完全に抑え、かつ、糖質コルチコイド作用はヒドロコルチゾン（コルチゾール）に比べ5倍に増強されている。また肺への移行性はプレドニゾロンに比べ良好とされており、気管支喘息治療においても用いられる。
糖質コルチコイドは広い適用範囲を持ち、これには代謝や免疫反応への影響も含まれる。一般的な用途は上記のほかに関節リウマチの治療、さまざまな呼吸器系の疾患によって起こる細気管支炎の短期治療などがある。急性および慢性の自己免疫疾患、特に全身性エリテマトーデスの制御にも用いられる。
長期にわたって服用すると、体重の増加、緑内障、骨粗鬆症、精神病といった重篤な副作用があり、特に過剰摂取した場合に顕著である。最も重い副作用は副腎が自然にコルチゾンを生産するのを止めたあとに起こるが、これはメチルプレドニゾロンが人体が作り出すコルチゾンと置き換わってしまうためである。この状態になったあと急に服用をやめるとアジソン病発作と呼ばれる症状があらわれ、非常に危険である。これを避けるため、通常処方量は徐々に減らすように調整される。あらかじめ処方を渡す場合には、6日間以上の定められた期間にわたって服用する錠剤の数が細かく指示される。
多くの種類の病状に対して用いられることから、メチルプレドニゾロンの研究は活発に行われていることが示されている。また、ブデソニドのように類似の利点を持ちながら副腎の抑制を起こさない薬剤も新規に開発されている。

## 適応症
- 急性循環不全(ショック)
- 気管支喘息
- ネフローゼ症候群
- 多発性硬化症
- 血管炎症候群（顕微鏡的多発血管炎、多発血管炎性肉芽腫症、結節性多発動脈炎、好酸球性多発血管炎性肉芽腫症、高安動脈炎等）
- 全身性エリテマトーデス(SLE)
- 多発性筋炎、皮膚筋炎(PM/DM)
- 全身性皮膚硬化症(SSc)
- 混合性結合組織病(MCTD)
- 悪性リンパ腫